# Caribische lantaarnhaai
De Caribische lantaarnhaai (Etmopterus hillianus) is een vis uit de familie Etmopteridae (volgens oudere inzichten de familie Dalatiidae) en behoort in elk geval tot de orde van doornhaaiachtigen (Squaliformes). De vis kan een lengte bereiken van 50 centimeter.

## Leefomgeving
De Caribische lantaarnhaai is een zoutwatervis. De soort komt voor in diep water in de Atlantische Oceaan op een diepte van 180 tot 717 meter.

## Relatie tot de mens
In de hengelsport wordt er weinig op de vis gejaagd.